# Collegio di Caerfyrddin
Caerfyrddin è un collegio elettorale gallese, rappresentato alla Camera dei Comuni del Parlamento del Regno Unito. Elegge un membro del Parlamento con il sistema first-past-the-post, ossia maggioritario a turno unico. Il collegio, dopo essere stato in vigore dal 1542 al 1997 con il nome inglese Carmarthen, e dal 1832 al 1918 con il nome di Carmarthen Boroughs, è stato re-istituito nel 2024 con la revisione dei collegi di Westminster, sostituendo i collegi di Carmarthen East and Dinefwr, Carmarthen West and South Pembrokeshire. L'attuale parlamentare è Ann Davies di Plaid Cymru, che rappresenta il collegio dal 2024.

## Estensione

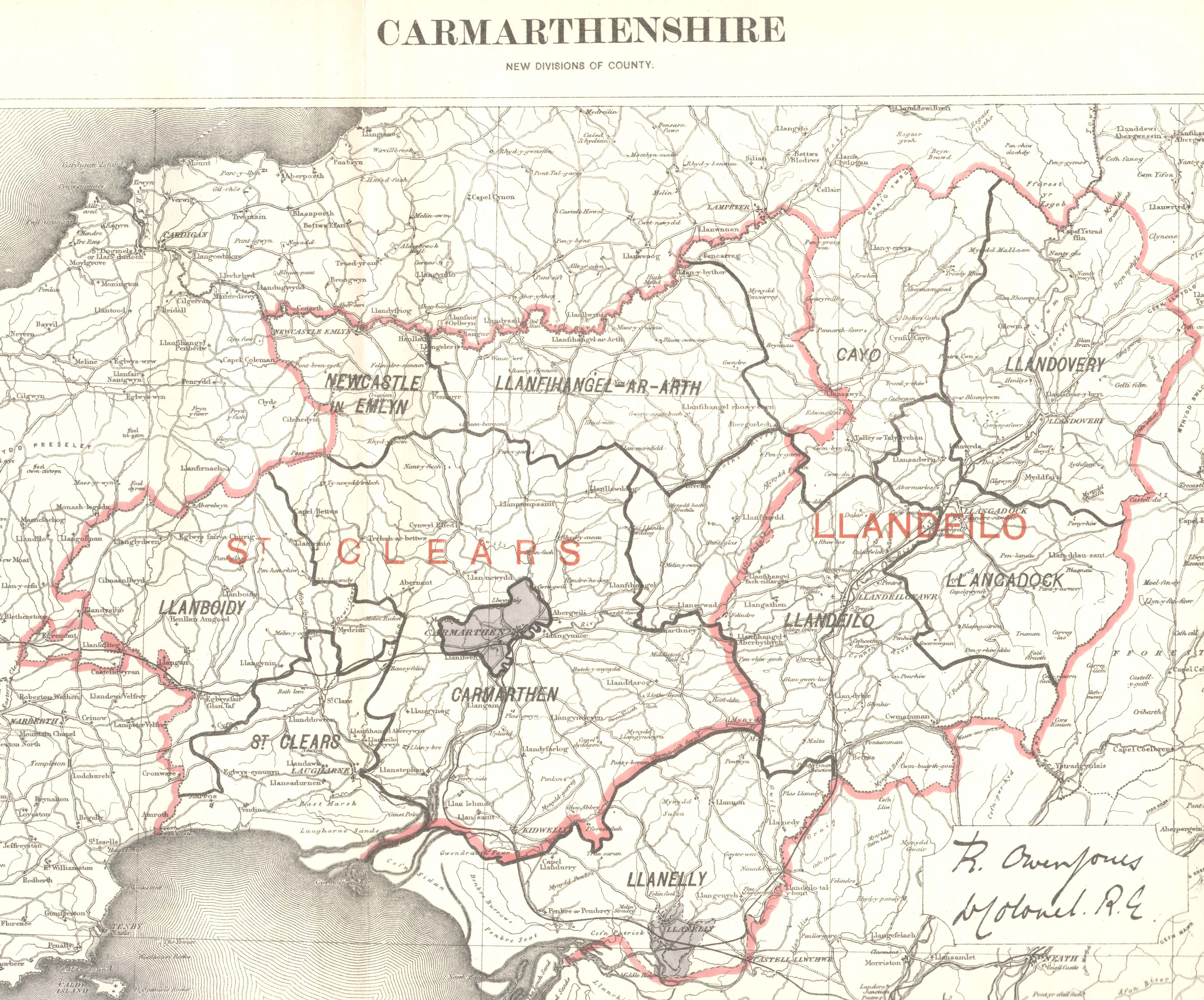
Estensione del Carmathenshire 1885–1918

Fino al 1832 il collegio era un collegio di borough, e consisteva della città di Carmarthen. Tra il 1832 ed il 1918 fu un collegio di distretto di borough, e conteneva la città di Carmarthen oltre a Llanelli, e a volte era chiamato "Carmarthen Boroughs".
Nel 1918 il borough fu abolito, e il nome fu trasferito a una delle divisioni della contea del Carmarthenshire. Il collegio venne costituito dall'intera contea del Carmarthenshire ad eccezione dell'area urbana intorno a Llanelli; le principali città erano Carmarthen, Ammanford e Llandeilo.
Nel 1997 la Boundary Commission for Wales stabilì la creazione di un nuovo collegio per Dyfed. Il collegio venne pertanto diviso in due tra Carmarthen East and Dinefwr e Carmarthen West and South Pembrokeshire.
Il collegio venne nuovamente istituito come Caerfyrddin in occasione della revisione periodica del collegi del 2024.
Il collegio è costituito dai seguenti ward del Carmarthenshire:
- Abergwili, Ammanford, Betws, Cenarth and Llangeler, Cilycwm, Cwarter Bach, Garnant, Glanamman, Llanddarog, Llandello, Llandovery, Llandybie, Llanegwad, Llanfihangel Aberbythych, Llanfihangel-ar-Arth, Llangadog, Llangunnor, Llanybydder, Manordeilo and Salem, Penygroes e Saron, provenienti dal precedente collegio di Carmarthen East and Dinefwr;
- Carmarthen Town North and South, Carmarthen Town West, Cynwyl Elfed, Laugharne Township, LlanboidySt Clears with Llansteffan, Trelech e Whitland, provenienti dal precedente collegio di Carmarthen West and South Pembrokeshire.[4]

## Membri del parlamento dal 1832
| Elezione | Elezione                 | Deputato                | Partito            |
| -------- | ------------------------ | ----------------------- | ------------------ |
|          | 1832                     | William Yelverton       | Whigs              |
|          | 1835                     | David Lewis             | Conservatore       |
|          | 1837                     | David Morris            | Whigs              |
|          | 1859                     | David Morris            | Liberale           |
| 1864 (S) | William Morris           |                         | Liberale           |
| 1868     | John Cowell-Stepney      |                         | Liberale           |
|          | 1874                     | Charles William Nevill  | Conservatore       |
|          | 1876 (S)                 | Arthur Cowell-Stepney   | Liberale           |
| 1878 (S) | Benjamin Thomas Williams |                         | Liberale           |
| 1882 (S) | John Jones Jenkins       |                         | Liberale           |
| 1886     | Arthur Cowell-Stepney    |                         | Liberale           |
| 1892     | Evan Rowland Jones       |                         | Liberale           |
|          | 1895                     | John Jones Jenkins      | Liberale Unionista |
|          | 1900                     | Alfred Davies           | Liberale           |
| 1906     | W. Llewelyn Williams     |                         | Liberale           |
| 1918     | John Hinds               |                         | Liberale           |
| 1923     | Ellis Ellis-Griffith     |                         | Liberale           |
| 1924 (S) | Alfred Mond              |                         | Liberale           |
|          | Alfred Mond              | 1926                    | Conservatore       |
|          | 1928 (S)                 | William Nathaniel Jones | Liberale           |
|          | 1929                     | Daniel Hopkin           | Laburista          |
|          | 1931                     | Richard Thomas Evans    | Liberale           |
|          | 1935                     | Daniel Hopkin           | Laburista          |
| 1941 (S) | Moelwyn Hughes           |                         | Laburista          |
|          | 1945                     | Rhys Hopkin Morris      | Liberale           |
|          | 1957 (S)                 | Megan Lloyd George      | Laburista          |
|          | 1966 (S)                 | Gwynfor Evans           | Plaid Cymru        |
|          | 1970                     | Gwynoro Jones           | Laburista          |
|          | Ott 1974                 | Gwynfor Evans           | Plaid Cymru        |
|          | 1979                     | Roger Thomas            | Laburista          |
| 1987     | Alan Williams            |                         | Laburista          |
|          | 1997                     | Collegio abolito        | Collegio abolito   |
|          | 2024                     | Collegio ricreato       | Collegio ricreato  |
|          | 2024                     | Ann Davies              | Plaid Cymru        |

## Risultati elettorali

### Elezioni negli anni 2020
| Partito                    | Partito                                        | Candidato                  | Risultati 4 luglio 2024 | Risultati 4 luglio 2024 |
| Partito                    | Partito                                        | Candidato                  | Voti                    | %                       |
| -------------------------- | ---------------------------------------------- | -------------------------- | ----------------------- | ----------------------- |
|                            | Plaid Cymru                                    | Ann Davies                 | 15 520                  | 34,03                   |
|                            | Laburista                                      | Martha O'Neil              | 10 985                  | 24,09                   |
|                            | Conservatore                                   | Simon Hart                 | 8 825                   | 19,35                   |
|                            | Reform UK                                      | Bernard Holton             | 6 944                   | 15,23                   |
|                            | Lib Dem                                        | Nick Beckett               | 1 461                   | 3,20                    |
|                            | Verde                                          | Will Beasley               | 1 371                   | 3,01                    |
|                            | Women's Equality                               | Nancy Cole                 | 282                     | 0,62                    |
|                            | Workers                                        | David Mark Evans           | 216                     | 0,47                    |
|                            |                                                |                            |                         |                         |
| Iscritti                   | Iscritti                                       | Iscritti                   | 74 003                  | 100,00                  |
| ↳ Votanti (% su iscritti)  | ↳ Votanti (% su iscritti)                      | ↳ Votanti (% su iscritti)  | 45 604                  | 61,62                   |
| ↳ Astenuti (% su iscritti) | ↳ Astenuti (% su iscritti)                     | ↳ Astenuti (% su iscritti) | 28 399                  | 38,38                   |
|                            |                                                |                            |                         |                         |
|                            | Esito: collegio a Plaid Cymru (nuovo collegio) |                            |                         |                         |